# Anisodactylus loedingi
Anisodactylus loedingi är en skalbaggsart som beskrevs av Schaeffer. Anisodactylus loedingi ingår i släktet Anisodactylus och familjen jordlöpare. Inga underarter finns listade i Catalogue of Life.